# 欽查省

欽查省（西班牙語：Provincia de Chincha），是秘魯的省份，位於該國中南部伊卡大區，首府是上欽查，始建於1868年10月30日，面積2,988平方公里，2005年人口181,777，人口密度每平方公里61人。
13°27′S 76°08′W / 13.450°S 76.133°W